# (4529) Webern
(4529) Webern es un asteroide perteneciente al cinturón de asteroides, descubierto el 1 de marzo de 1984 por Edward Bowell desde la Estación Anderson Mesa (condado de Coconino, cerca de Flagstaff, Arizona, Estados Unidos).

## Designación y nombre
Designado provisionalmente como 1984 ED. Fue nombrado Webern en honor al compositor y musicólogo Anton Webern discípulo de Arnold Schönberg.

## Características orbitales
Webern está situado a una distancia media del Sol de 3,013 ua, pudiendo alejarse hasta 3,194 ua y acercarse hasta 2,831 ua. Su excentricidad es 0,060 y la inclinación orbital 10,99 grados. Emplea 1910 días en completar una órbita alrededor del Sol.

## Características físicas
La magnitud absoluta de Webern es 12,4. Tiene 10,427 km de diámetro y su albedo se estima en 0,214.